# Alarico Salaroli
Alarico Salaroli (Milano, 1940 – Milano, 2 luglio 2022) è stato un attore e doppiatore italiano.

## Biografia
Attore di formazione teatrale, inizia la sua carriera negli anni settanta al Teatro Tascabile di Bergamo dove firma anche alcune regie, poi è al Teatro Uomo di Milano e al Piccolo Teatro sotto la guida di Giorgio Strehler. Dagli anni ottanta lavora con Massimo Castri in quasi tutti i suoi allestimenti. È apparso anche in diversi sceneggiati televisivi. Attivo anche come doppiatore, ha prestato la sua voce a Ian Holm, Jerry Orbach, André Dussollier, Danny Glover, John Nettles nella prima stagione de L'ispettore Barnaby (nell'edizione per la TV svizzera in lingua italiana) e Barry Bostwick in cinque stagioni della serie televisiva Spin City.
Nel 2012, ha preso parte insieme al fratello Armando, alla prima edizione del reality show di Rai 2, Pechino Express, dove i due si qualificarono decimi.

## Filmografia parziale

### Televisione
- La scuola della maldicenza, regia di Roberto Guicciardini - film TV (1975)
- Manon, regia di Sandro Bolchi - miniserie televisiva, 1 puntata (1976)
- La commediante veneziana, regia di Salvatore Nocita - miniserie televisiva, 1 puntata (1979)
- Storia di Anna, regia di Salvatore Nocita - miniserie televisiva, 1 puntata (1981)
- Iperventilazione, regia di Bruno Soldini - film TV (1983)
- I cinque del quinto piano - serie TV (1988)
- Cri Cri - serie TV, 1 episodio (1991)
- Casa dolce casa - serie TV, 1 episodio (1993)

### Teatro
- Questa sera si recita a soggetto, regia di Massimo Castri[3]
- Hedda Gabler, regia di Massimo Castri
- John Gabriel Borkmann, regia di Massimo Castri
- Così è (se vi pare) , regia di Massimo Castri
- Il Gabbiano, regia di Massimo Castri
- Il berretto a sonagli, regia di Massimo Castri
- Il gioco dell'amore e del caso, regia di Massimo Castri
- La trilogia della villeggiatura, regia di Massimo Castri
- Il padre, regia di Massimo Castri
- Il malato immaginario, regia di Lamberto Puggelli
- Ruzante, regia di Renzo Vescovi
- El nost Milan, regia di Giorgio Strehler
- L'anima buona di Sezuan, regia di Giorgio Strehler
- Volpone, regia di Glauco Mauri
- Madre coraggio, regia di Cristina Pezzoli
- Le Fenicie, regia di Valerio Binasco
- Don Chisciotte, l'opera pop, regia di Emilio Russo (2013)[4]
- Un marito ideale, regia di Roberto Valerio (2013)[5]
- L'è el dì di mòrt, alégher, regia di Emilio Russo e Caterina Spadaro (2014)[6]
- Dieci piccoli indiani ...e non ne rimase nessuno, regia di Massimo Bagliani (2019)[7]
- Ti ricorderai di me, regia di Marco Casazza (2019)[8]

## Doppiaggio

### Cinema
- André Dussollier in Effroyables jardins - I giardini crudeli della vita
- Ian Holm ne Il segreto di Joe Gould
- Jerry Orbach in Fuori di testa
- Danny Glover in L'ultimo attacco
- Sam Elliott in The Hero - Una vita da eroe
- Hal Holbrook in Rusty, cagnolino coraggioso
- Gil Gerard in Una gorilla da salvare
- Ian Bannen in The Big Man
- Leonard Nimoy in Star Trek (scene aggiunte per l'edizione estesa)
- Andrej Fajt ne La leggenda di Aladino
- Mohammad Bakri in Giraffada

### Televisione
- Barry Bostwick in Spin City (st. 2-6)
- John Ireland in Cassie & Co.
- Bob Newhart in Bravo Dick
- John Nettles in L'ispettore Barnaby (st. 1, edizione svizzera)